# Stazione di Cosseria
La stazione di Cosseria era una fermata ferroviaria posta sulla linea Torino-Savona. Serviva l'omonimo centro abitato.

## Storia
La fermata venne attivata nel 1951.
Venne soppressa nel 2003.
Ad oltre 10 anni dalla soppressione della fermata, l'allora Sindaco della cittadina, Roberto Molinaro, ha provato a richiedere, con una lettera indirizzata ali enti preposti, la fermata di almeno una coppia di treni a beneficio degli studenti di Cosseria ma senza ricevere alcuna risposta.

## Strutture e impianti
La stazione era dotata di un fabbricato viaggiatori su due piani, di una sala d'attesa e di un piccolo fabbricato per i servizi igienici. Disponeva del solo binario di corsa servito da banchina.
Al 2023 la stazione risulta in stato di totale abbandono, con il locale dei servizi igienici completamente sepolto dalla vegetazione.

## Servizi
La stazione disponeva di:
- Sala d'attesa
- Servizi igienici